# لاسلطوية لاعنفية

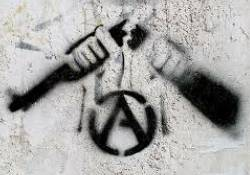

التغيير الاجتماعي، وإلغاء الرأسمالية والدولة. تعتبر فكرة هنري ديفد ثورو وليو تولستوي من المؤثرات المبكرة الأساسية بينما اكتسبت أفكار مهاتما غاندي أهميتها لاحقًا. ظهرت اللاسلطوية اللاعنفية «غالبًا في هولندا، وبريطانيا، والولايات المتحدة، قبل وبعد الحرب العالمية الثانية واستمرت منذ ذلك الوقت في مشاركة اللاسلطوية في الاحتجاجات ضد التسلح النووي».

## نبذة تاريخية
كان هنري ديفد ثورو (1817-1862) مؤثرًا مبكرًا هامًا في فكرة اللاسلطوية الفردية في الولايات المتحدة وأوروبا. اعتبرت مقالة ثورو «العصيان المدني» (مقاومة الحكومة المدنية) ملهمةً لكل من موهانداس غاندي، ومارتن لوثر كينغ الابن، ومارتن بوبر وليو تولستوي بسبب تأييدها للمقاومة اللاعنفية (المسالمة). وفقًا لاتحاد ميثاق السلام البريطاني، تعتبر أيضًا الحدث السابق الأساسي للاسلطوية اللاعنفية. لم يؤيد ثورو بنفسه اللاعنفية، ولم يرفض استخدام التمرد المسلح. وعبر عن ذلك من خلال دعمه المطلق لجون براون والإلغائيين العنفيين الآخرين، إذ كتب عن براون أن «المسألة ليست حول السلاح، إنما حول شخص (روح) الذي يستخدمها».
في أربعينيات القرن الثامن عشر، رفض الإلغائيون الأمريكيون ومؤيد اللامقاومة هنري كلارك رايت ومؤيده الإنجليزي جوزيف باركر فكرة الحكومات وأيدوا شكلًا من اللاسلطوية اللاعنفية الفردية. اكتسبت اللاسلطوية اللاعنفية مناصرها الأساسي إلى حدٍ ما من خلال اللاسلطوية المسيحية. كانت الحركة التولستويّة في روسيا أول حركة لاسلطوية لاعنفية واسعة النطاق.
لطالما كان العنف موضع جدل في اللاسلطوية (الأناركية). إذ أيد العديد من اللاسلطويين دعاية الفعل أو العمل العنيفة خلال القرن الثامن عشر، اعترض اللاسلطويون اللاعنفيون بشكل مباشر على العنف كوسيلة للتغيير. ناقش تولستوي أن اللاسلطوية يجب أن تكون لاعنفية بما أنها، بحسب التعريف، معارضة الإكراه والقوة، وبما أن الدولة عنيفة بطبيعتها، لذا يجب أن تكون اللاعنفية الهادفة كذلك الأمر لاسلطوية. كان فرديناند دوميلا نيوينهويس أيضًا مساهمًا في إنشاء الاتجاه اللاعنفي ضمن الحركة اللاسلطوية. ظهرت معاداة النزعة العسكرية في فرنسا بقوة بين جماعات اللاسلطوية الفردية، مثل إميل آرماند الذي شارك في تأسيس «اتحاد معاداة النزعة العسكرية» في ديسمبر عام 1902 مع زملائه اللاسلطويين جورج إيفتوت، وهنري بيلاي، وباراف جافال، وألبرت ليبرتاد وإميل جانفيون. ليصبح اتحاد معاداة النزعة العسكرية الفرع الفرنسي للرابطة الدولية لمعاداة النزعة العسكرية (إيه آي إيه) التي أُسست في أمستردام في عام 1904.
يشار إلى فلسفة تولستوي بوصفها إلهامًا عظيمًا لموهانداس غاندي، قائد هندي مستقل ولاعنفي، الذي يعرف نفسه على أنه لاسلطوي. «اكتسبت أفكار غاندي شعبية في الغرب في كتب مثل كتاب ريتشارد غريغ «قوة اللاعنف» (1935)، وكتاب بارت دو ليغت «غزو العنف» (1937). يعتبر الأخير ذا أهمية بشكل خاص بالنسبة للاسلطوية بما أن دو ليغت بنفسه خاطب أولئك التواقين للثورة. إذ صرح: «المزيد من العنف، يعني القليل من الثورة». وربط أيضًا اللاعنف المبدئي لغاندي مع العمل المباشر اللاعنفي النفعي للنقابيين. (الإضراب العام هو تعبير عن عدم التعاون التام من قبل العمال، وبالرغم من ذلك ينبغي إضافة اعتقاد معظم النقابيين بوجوب الدفاع عن الثورة من قبل عمال مسلحين). يشير «غزو العنف» إلى كتاب كروبوتكين «غزو الخبز». 
كحركة عالمية، نشأت اللاسلطوية اللاعنفية خلال فترة زمنية قصيرة قبل الحرب العالمية الثانية في هولندا، والمملكة المتحدة، والولايات المتحدة وكان وجودها قويًا في الحملات اللاحقة لنزع السلاح النووي. شجع الكاتب الأميركي دوايت ماكدونالد الآراء اللاسلطوية اللاعنفية في أربعينيات القرن التاسع عشر واستخدم مجلته السياسية لدعم هذه الأفكار. بالنسبة لأندرو كورنيل «انفصل العديد من اللاسلطويين الشباب في هذه الحقبة عن الأجيال السابقة سواءً من خلال تبني اللاعنفية أو من خلال تقديم المزيد من الطاقة لدعم ثقافة الرواد، تمهيدًا لجيل البيت (مجموعة كُتّاب) في العملية. قدم محررو المجلة اللاسلطوية «ريتورت»، على سبيل المثال، مجلدًا من الكتابات خاصًا بمسودات الحرب العالمية الثانية التي كتبها السجناء المقاومون في دانبري، كونيكتيكت، بينما كانوا ينشرون بشكل منتظم الشعر والنثر لكُتاب مثل كينيث ريكروث ونورمان ميلر. منذ أربعينيات القرن التاسع عشر وستينيات القرن التاسع عشر وما بعد، جمعت الحركة اللاعنفية الراديكالية في الولايات المتحدة كلًا من الديمقراطيين الاجتماعيين واللاسلطويين، حيث كانت تبدو حركة اللاسلطوية في ذلك الوقت وكأنها تلفظ أنفاسها الأخيرة». اعتقد القائد البريطاني اللاسلطوي اللاعنفي أليكس كومفورت الذي يعتبر نفسه «معاديًا شرسًا للنزعة العسكرية» أن اللاعنفية تعتمد «فقط على نظرية اللاسلطوية التاريخية». كان عضوًا ناشطًا في حملة نزع السلاح النووي (سي إن دي).
يعتبر «السلام والعصيان» (1964) من بين أعمال كومفورت حول اللاسلطوية، وواحدًا من بين العديد من الكتيبات التي كتبها حول أخبار السلام واتحاد ميثاق السلام، بالإضافة لكتيب «السلطة والإجرام في الدولة الحديثة» (1950). شارك في المراسلات العامة مع جورج أورويل في الدفاع عن اللاعنفية في قصيدته/ رسالته المفتوحة «رسالة إلى الزائر الأمريكي» باستخدام الاسم المستعار «أوبادياه هورنبروك».
في خمسينيات القرن التاسع عشر وستينيات القرن التاسع عشر، بدأت اللاسلطوية اللاعنفية «تصبح أكثر وضوحًا، أضاف اللاسلطويون ذوو العقول القاسية انتقاداتهم المتعلقة بالدولة، وأضاف اللاعنفيون ذوو العقول اللينة انتقاداتهم المتعلقة بالعنف». من صلب السياق الناشئ لليسار الجديد وحركة الحقوق المدنية، «بدأت تظهر عدة مواضيع، ونظريات، وأفعال تحررية بوضوح، وأُعطيت تعبيرًا فكريًا من قبل اللاسلطوي اللاعنفي الأمريكي باول غودمان».
تشمل الشخصيات التاريخية اللاسلطوية اللاعنفية البارزة الأخرى كلًا من أمون هيناسي، ودوروثي داي، ولفترة قصيرة ما بين عامي 1939 و1940، جان باول سارتر. كانت دوروثي داي (8 نوفمبر 1897- 29 نوفمبر 1980) صحافية أمريكية، وناشطة اجتماعية ومتدينة كاثولوكية ملتزمة؛ أيدت النظرية الاقتصادية الكاثوليكية التوزيعية. كانت تعتبر أيضًا لاسلطوية، ولم تتردد في استخدام المصطلح. في ثلاثينيات القرن التاسع عشر، عملت داي بشكل مقرب من زميلها الناشط بيتر ماورين من أجل تأسيس حركة العمال الكاثوليك، وهي حركة لاعنفية مسالمة تعمل على جمع المساعدات المباشرة للفقراء والمشردين مقابل أعمال مباشرة لاعنفية من قبلهم. يُعد سبب إعلان قداسة داي معلنًا في الكنيسة الكاثوليكية. كان أمون هيناسي (24 يوليو 1893- 14 يناير 1970) لاعنفيًا أمريكيًا، ولاسلطويًا مسيحيًا، ونباتيًا، وناشطًا اجتماعيًا، وعضوًا في حركة العمال الكاثوليك وفي اتحاد عمال الصناعة في العالم (Wobbly). أسس «بيت جو هيل للضيافة» في مدينة سولت ليك، في يوتا ومارس مقاومة الضرائب. كان تشارلز أوغست بونتيمبس كاتبًا منتجًا فيما يخص اللاسلطوية بشكل أساسي، ومفكرًا حرًا، ولاعنفيًا، ولاسلطويًا طبيعيًا في ذلك الوقت. استندت آراؤه اللاسلطوية على مفهومه «الفردية الاجتماعية» الذي توسع في الكتابة عنه. دافع عن وجهة نظر اللاسلطوية التي تتكون من «جمعية الأشياء وفردية الأشخاص». كان جيرار دي لاكاز دوثيرز كاتبًا فرنسيًا، وناقدًا فنيًا، ولاعنفيًا ولاسلطويًا. تأثر لاكاز دوثيرز، الناقد الفني في المجلة الرمزية «لا بلوم»، بأوسكار وايلد، ونيتشه، وماكس شتيرنر. ساعدت مقالته «المثالي البشري في الفن، (1906)» في تأسيس الحركة «الأرستقراطية»-حركة تؤيد الحياة في خدمة الفن. كان مثله الأعلى الجمالية المعادية للنخبة: «ينبغي أن يكون الجميع فنانين». كان جان رينيه سولير (أيضًا رينيه سولير) (بوردو، 6 سبتمبر 1911- 2 يناير 1999) لاسلطويًا لاعنفيًا فرنسيًا، ولاسلطويًا فرديًا وكاتبًا حرًا وعسكريًا وفق الاسم المستعار أندرو آرو. أنشأ خلال أواخر خمسينيات القرن التاسع عشر داخل اتحاد المفكرين الأحرار في بوش دو رون، مجموعة فرانسيسك فيرير، وانضم في عام 1959 إلى اتحاد اللاعنفيين الفرنسي. نشر آرو بين عامي 1968 و1982 إلى جانب أعضاء مجموعة فرانسيسك فيرير «المفكرين الأحرار في بوش دو رون».